# Фурток, Ян
Ян Фурток (пол. Jan Furtok; 9 марта 1962, Катовице — 26 ноября 2024, Катовице) — польский футболист, выступавший на позиции нападающего.

## Биография
Ян Фурток родился в польском городе Катовице. Его профессиональная карьера началась в клубе под названием «Катовице», куда Фурток сначала попал в качестве игрока молодёжного состава, а впоследствии был переведён в основной состав. В «Катовице» он провёл девять лет и сыграл более 150 матчей в составе этой команды. В 1986 году стал победителем Кубка Польши. В 1988 году покинул свою команду и перешёл в немецкий «Гамбург». Впоследствии Фурток выступал и за франкфуртский «Айнтрахт», а в 1995 году вернулся в «Катовице», где и завершил игровую карьеру.
Фурток выступал и в составе национальной сборной Польши, за которую он провёл 36 матчей и забил десять мячей, включая скандальный гол рукой в ворота сборной Сан-Марино (1:0, повтор на YouTube, начиная с 0:37). Участник чемпионата мира в Мексике (выход на замену в проигранном матче против Бразилии — 0:4).
До 2009 года трудился на разных должностях в системе ФК «Катовице», а в 2005 году был главным тренером команды (две победы в 13 матчах). В августе 2010 года стал спортивным директором сборной Польши.
В 2015 Фуртоку диагностировали болезнь Альцгеймера.
Умер 26 ноября 2024 года в возрасте 62 лет.

## Достижения
«Катовице»
- Победитель Кубка Польши: 1986

Личные
- Лучший молодой футболист Польши: 1984
- Офицер ордена Возрождения Польши: 2024 (посмертно)[10]

## Голы за сборную
| #  | Дата             | Соперник   | Гол | Счёт | Соревнование             |
| -- | ---------------- | ---------- | --- | ---- | ------------------------ |
| 1  | 11 декабря 1985  | Турция     | 1:0 | 1:1  | Товарищеский матч        |
| 2  | 18 марта 1987    | Финляндия  | 3:1 | 3:1  | Товарищеский матч        |
| 3  | 24 марта 1987    | Норвегия   | 1:0 | 4:1  | Товарищеский матч        |
| 4  | 24 августа 1988  | Болгария   | 2:0 | 3:2  | Товарищеский матч        |
| 5  | 21 сентября 1988 | ГДР        | 1:1 | 2:1  | Товарищеский матч        |
| 6  | 21 сентября 1988 | ГДР        | 2:1 | 2:1  | Товарищеский матч        |
| 7  | 2 мая 1989       | Норвегия   | 1:0 | 3:0  | Товарищеский матч        |
| 8  | 2 мая 1989       | Норвегия   | 2:0 | 3:0  | Товарищеский матч        |
| 9  | 16 октября 1991  | Ирландия   | 2:3 | 3:3  | Отборочные матчи ЧЕ-1992 |
| 10 | 28 апреля 1993   | Сан-Марино | 1:0 | 1:0  | Отборочные матчи ЧМ-1994 |